# 恰赫季采
恰赫季采 是斯洛伐克的一個村莊，位於斯洛伐克西部，2014年約有人口4,010人。這座村莊擁有恰赫季采城堡等地標建築。這裡的歷史可以追溯至新石器時代。恰赫季采首次在文獻中被提及是在1263年。

## 外部連結
维基共享资源上的相關多媒體資源：恰赫季采
- Municipal website of Čachtice （页面存档备份，存于） （斯洛伐克文）
- Slovakia Cachtice (Bathory) Castle （页面存档备份，存于）
- Surnames of living people in Cachtice （页面存档备份，存于）